# M1939 (61-K)

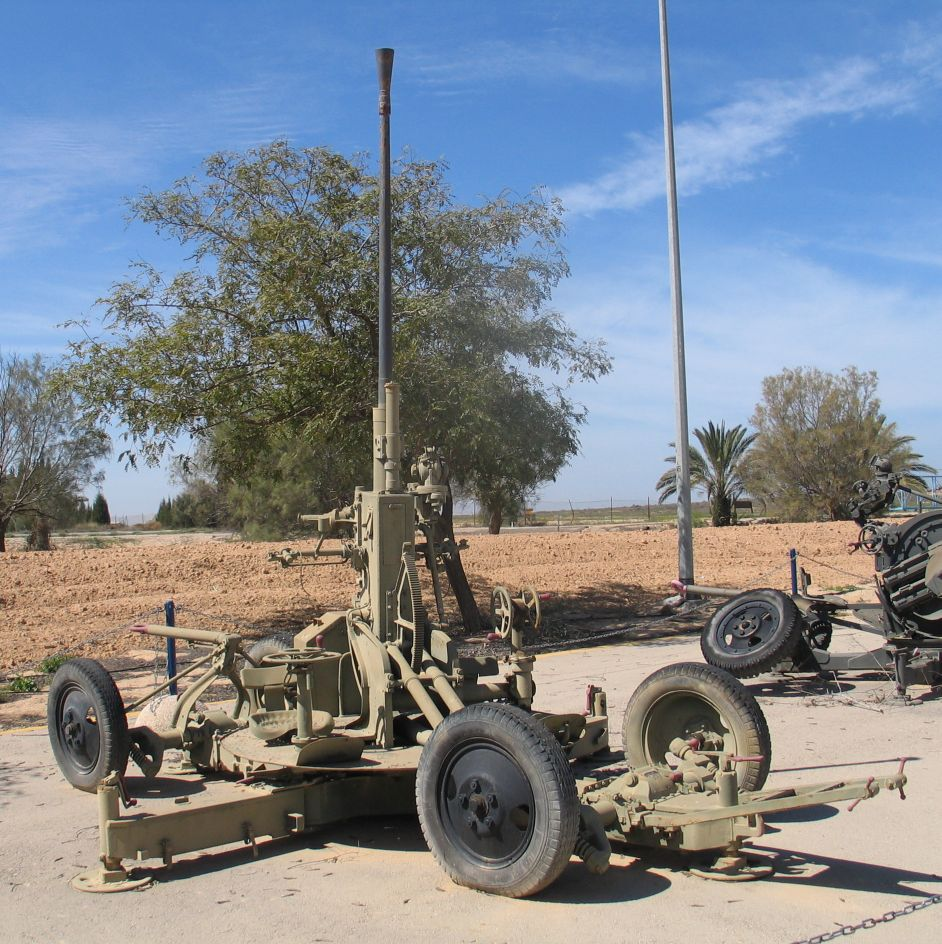
61-K en el museo de la IDF/AF, base aérea de Chatzerim, Israel.

El M1939 (61-K) de 37 mm (del ruso: '37-мм автоматическая зенитная пушка образца 1939 года (61-К)') era un cañón automático de defensa antiaérea desarrollado por la Unión Soviética a fines de la década de 1930 y usado durante la Segunda Guerra Mundial. La versión terrestre de este cañón fue reemplazada por el ZSU-57-2 durante la década de 1950. Este tipo de cañones fue empleado con éxito en el Frente del Este contra bombarderos en picado y otros blancos a baja y media cota. Tiene también capacidad para atacar blancos terrestres ligeramente blindados. Los artilleros de los cañones antiaéreos de 37 mm derribaron 14.675 aviones del Eje. La cantidad media de balas de 37 mm para derribar un avión enemigo se estimó en 905.

## Desarrollo
En 1935, la Armada soviética adquirió un número inicial de cañones automáticos Bofors M-1933 de 25 mm. Las pruebas con el arma fueron satisfactorias y se decidió desarrollar una versión de 45 mm del cañón, denominada 49-K. El desarrollo bajo la tutela de los diseñadores M. N. Loginov, I. A. Lyamin y L. V. Lyuliev fue satisfactorio, pero el Ejército pensó que el calibre 45 mm era demasiado grande para un cañón automático. En enero de 1938, se ordenó a la Fábrica de Artillería Número 8 de Kaliningrado desarrollar un cañón de 37 mm basado en el mismo diseño. La tarea fue cumplida por el jefe de diseño de la fábrica Mijail Loginov y su asistente Lev Loktev. Las pruebas del nuevo 61-K se llevaron a cabo en octubre de 1938.
En 1940 se realizaron pruebas entre el 61-K y el Bofors 40 mm/56. No se encontraron grandes diferencias entre ambos.

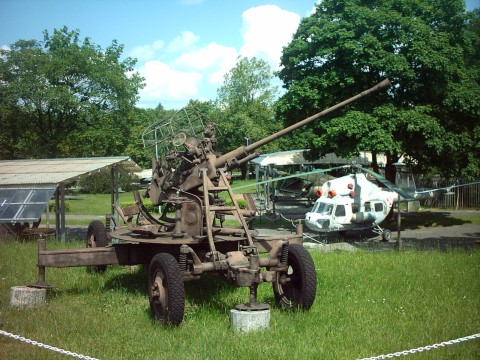
61-K en la ciudadela de Poznan, Polonia.

### Versión terrestre
Consiste en un cañón, montado sobre un afuste ZU-7 de 4 ruedas y así estuvo rápidamente listo para entrar en servicio. Hubo un pedido inicial de 900 unidades. El cañón era operado por un total de 8 soldados y llevaba un total de 200 cartuchos en 40 peines de 5 cartuchos. La producción total del cañón en la Unión Soviética fue de alrededor de 20.000 unidades a finales de 1945. Sin embargo, también ha sido producido en Polonia, China y Corea del Norte.
El cañón puede perforar 37 mm de blindaje inclinado a 60° y a 500 metros, así como 28 mm de blindaje inclinado a 90° y a 1.500 metros.

### Versión naval
El cañón naval fue producido como el 70K y entró en servicio antes de la invasión alemana de la Unión Soviética, reemplazando al cañón semiautomático (21-K) a bordo de varios navíos. Fue instalado en grandes cantidades a bordo de los navíos soviéticos durante la Segunda Guerra Mundial, especialmente en los barreminas Clase T301. El V70K fue producido hasta 1955, con un total de 3.113 unidades. 

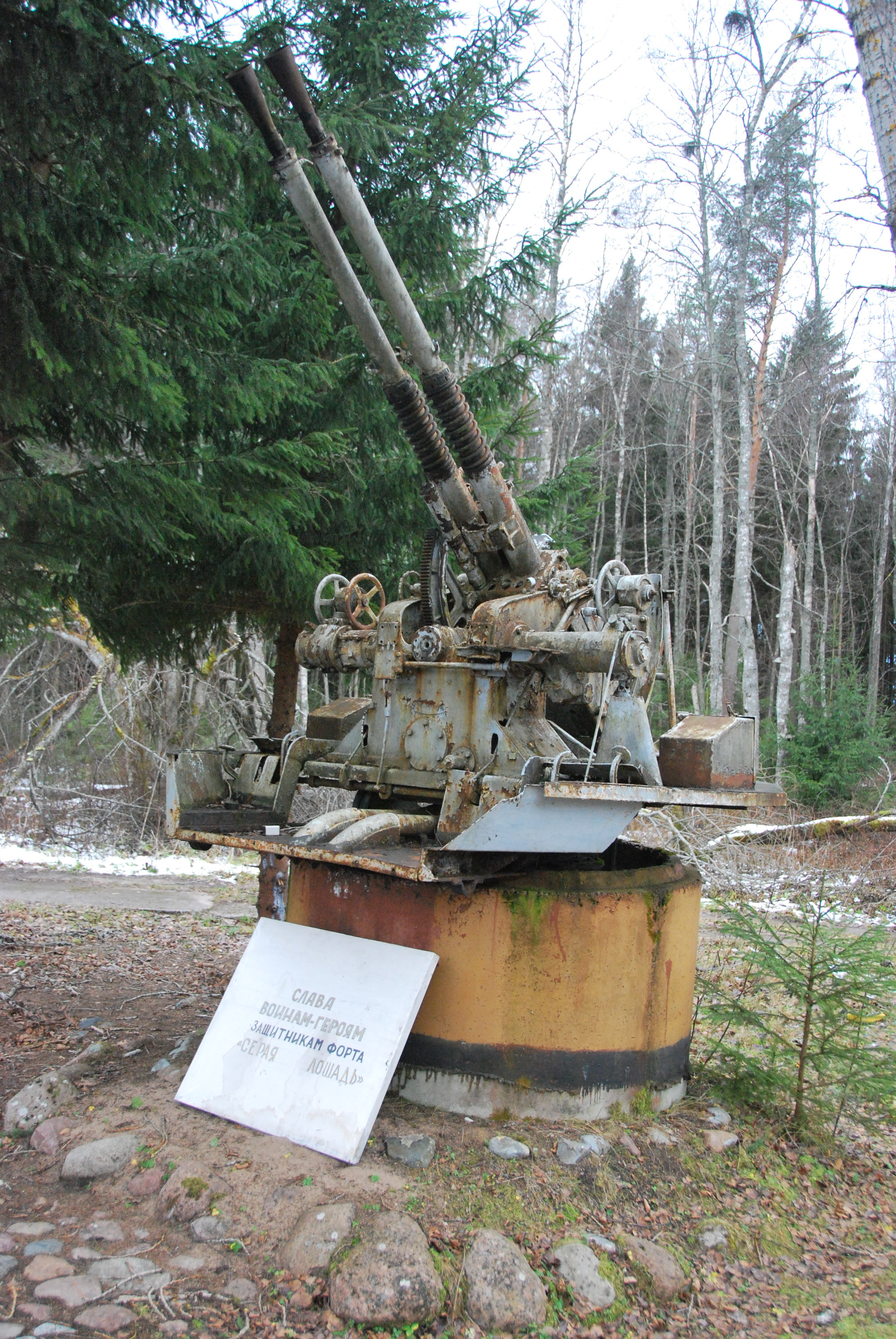
Batería doble V-11 como memorial a los defensores del fuerte Seraya Loshad.

Una desventaja del 70K era que su cañón debía cambiarse tras disparar 100 balas. Para remediar esto, se desarrolló la batería doble con camisas de enfriamiento por agua V-11 (llamada "W-11" en Alemania Oriental y Polonia debido a la diferente transliteración del alfabeto cirílico), que entró en servicio en 1946 y fue producida hasta 1957. Se construyeron un total de 1.872 baterías dobles V-11.  
Luego se desarrolló un cañón con una caña de 85 calibres y 100 mm de largo (3,9 in), el 45 mm/85. Este fue aceptado en 1954 y desplegado en baterías dobles y cuádruples a bordo de varios navíos, inclusive los destructores de las clases Neustrashimy, Kildin y Kotlin. Sin embargo, posteriormente fue reemplazado por la batería doble ZIF-31 de 57 mm.   
La batería doble de 37 mm fue exportada a China, donde fue fabricada y extensivamente empleada con la denominación "Tipo 65". Una versión para torreta fue producida desde finales de la década de 1980, con la denominación "Tipo 76" o H/PJA 76.

### ZSU-37
El ZSU-37 fue desarrollado a finales de la Segunda Guerra Mundial. Era un cañón de 37 mm montado en una gran torreta abierta sobre el chasis del cañón autopropulsado SU-76.

## Especificaciones
| Denominación              | M1939                      | 70K (naval)       | V-11-M (naval)    | 45 mm (naval) |
| ------------------------- | -------------------------- | ----------------- | ----------------- | ------------- |
| Cañones                   | 1                          | 1                 | 2                 | 4 o 2         |
| Calibre                   | 37 mm                      | 37 mm             | 37 mm             | 45 mm         |
| Longitud del cañón        | 2,73 m                     | 2,3 m             | 2,3 m             | 3,8 m         |
| Velocidad                 | 880 m/s                    | 880 m/s           | 880 m/s           | 900 m/s       |
| Peso                      | 2.100 kg                   | 1.750 kg          | 3450 kg           | ?             |
| Longitud                  | 5,5 m                      | 3,8 m             | 3,8 m             | 6 m           |
| Anchura                   | 1,79 m                     | 2,2 m             | 2,75 m            |               |
| Altura                    | 2,11 m                     | 2,2 m             | 1,8 m             |               |
| Elevación                 | +85° hasta -5°             | +85° hasta -10°   | +85° hasta -10°   | +90° hasta 0º |
| Tiempo en elevarse        | ?                          | 15 grados / sec   | 13 grados / sec   | ?             |
| Cadencia de fuego         |                            |                   |                   |               |
| (cíclica)                 | 160 a 170 disparos por min | 160 a 170 dpm     | 160 a 170 dpm     |               |
| (práctica)                | 80 dpm                     | 80 dpm            | 80 dpm            | 100 dpm       |
| Alcance máximo (tierra)   | 9.500 m (5,90 mi)          | 9.500 m (5,90 mi) | 9.500 m (5,90 mi) | ?             |
| Alcance efectivo (tierra) | 4.000 m (2,48 mi)          | 4.000 m (2,48 mi) | 4.000 m (2,48 mi) | 9.000 m       |
| Alcance máximo (aire)     | 6.700 m                    | 6.700 m           | 6.700 m           | ?             |
| Alcance efectivo (aire)   | 3.000 m                    | 3.000 m           | 3.000 m           | 6.000 m       |
| Tripulación               | 8                          | 6                 | 3                 | 4             |

## Munición
El cañón dispara cartuchos 37 x 252 SR. Sus casquillos son de latón forrado con papel encerado y emplean fulminantes KV-2U. En el casquillo se encuentra un pequeño trozo de alambre de plomo-estaño que actúa como agente descobreador para evitar la formación de depósitos de cobre de las bandas de guía de los proyectiles. Estos cartuchos son producidos en varios países, inclusive China, Rusia, Egipto, Pakistán y Yugoslavia. Son idénticos a los empleados por el cañón aéreo NS-37. Los proyectiles explosivos están equipados con espoletas de impacto, que los hacen inapropiados para atacar blancos que se mueven con rapidez o de pequeño tamaño.
| Tipo                    | FRAG-T           | FRAG-T                    | AP-T                          | HVAP            | HE      |
| Calibre                 | 37 mm            | 37 mm                     | 37 mm                         | 37 mm           | 45 mm   |
| País                    | Rusia            | Rusia                     | Rusia                         | Rusia           |         |
| Nombre                  | OR-167           | OR-167N                   | BR-167                        | BR-167P         | ?       |
| Espoleta                | MG-8 or MG-37 PD | B-37 PD or MG-37 PD       | n/a                           | n/a             | ?       |
| Cartucho                | 1,43 kg          | 1,43 kg                   | 1,47 kg                       | ?               |         |
| Proyectil               | 651 g            | 651 g                     | 737 g                         | ?               | 1,5 kg  |
| Carga explosiva         | 35 g of A-IX-2   | 40 g of A-IX-2 or A-1Kh-2 | n/a                           | n/a             | ?       |
| Velocidad de boca       | 880 m/s          | 880 m/s                   | 880 m/s                       | 960 m/s         | 900 m/s |
| Penetración de blindaje | ?                | ?                         | 47 mm a 500 m 37 mm a 1.000 m | 57 mm a 1.000 m | ?       |

## Variantes
- Norinco (China)
  - Tipo 55 - copia del M1939 (61-K).
  - Tipo 63 - Batería doble de 37 mm con estabilizadores verticales montados en el chasis de un T-34.
  - Tipo 65 - Copia de la batería doble.
  - Tipo 74 - Versión mejorada del Tipo 65 con una mayor cadencia de fuego.
  - Tipo 74SD - Un Tipo 74 con telémetro láser Tipo 800 para mejorar el guiado.
  - Tipo 79-III - Versión mejorada del Tipo 74, con mira calculadora electro-óptica y mecanismos de elevación y rotación motorizados.
  - Tipo 76 - Versión naval de la batería doble.
  - P793 - Versión avanzada de la batería doble con mira calculadora electro-óptica, mayor cadencia de fuego y mayor velocidad de boca (1.000 m/s). Es operada por 5 o 6 personas.
- Corea del Norte
  - Versión autopropulsada

## Usuarios
- Afganistán
- Albania
- Alemania Oriental
- Angola
- Argelia
- Bangladés
- Bolivia
- Bulgaria[6]
- Camboya
- Camerún
- China
- Corea del Norte
- Cuba
- Egipto
- Finlandia
- Gabón
- Guinea
- Guinea-Bisáu
- Irak
- Israel
- Laos
- Mali
- Marruecos
- Mauritania
- Mongolia
- Mozambique
- Nicaragua
- Pakistán
- Polonia
- República del Congo
- Rumania
- Siria
- Somalia
- Sudán
- Tailandia
- Tanzania
- Togo
- Túnez
- Uganda
- Unión Soviética
- Vietnam
- Yemen
- Yugoslavia
- Zaire
- Zambia
- Zimbabue